# ジュメレア属

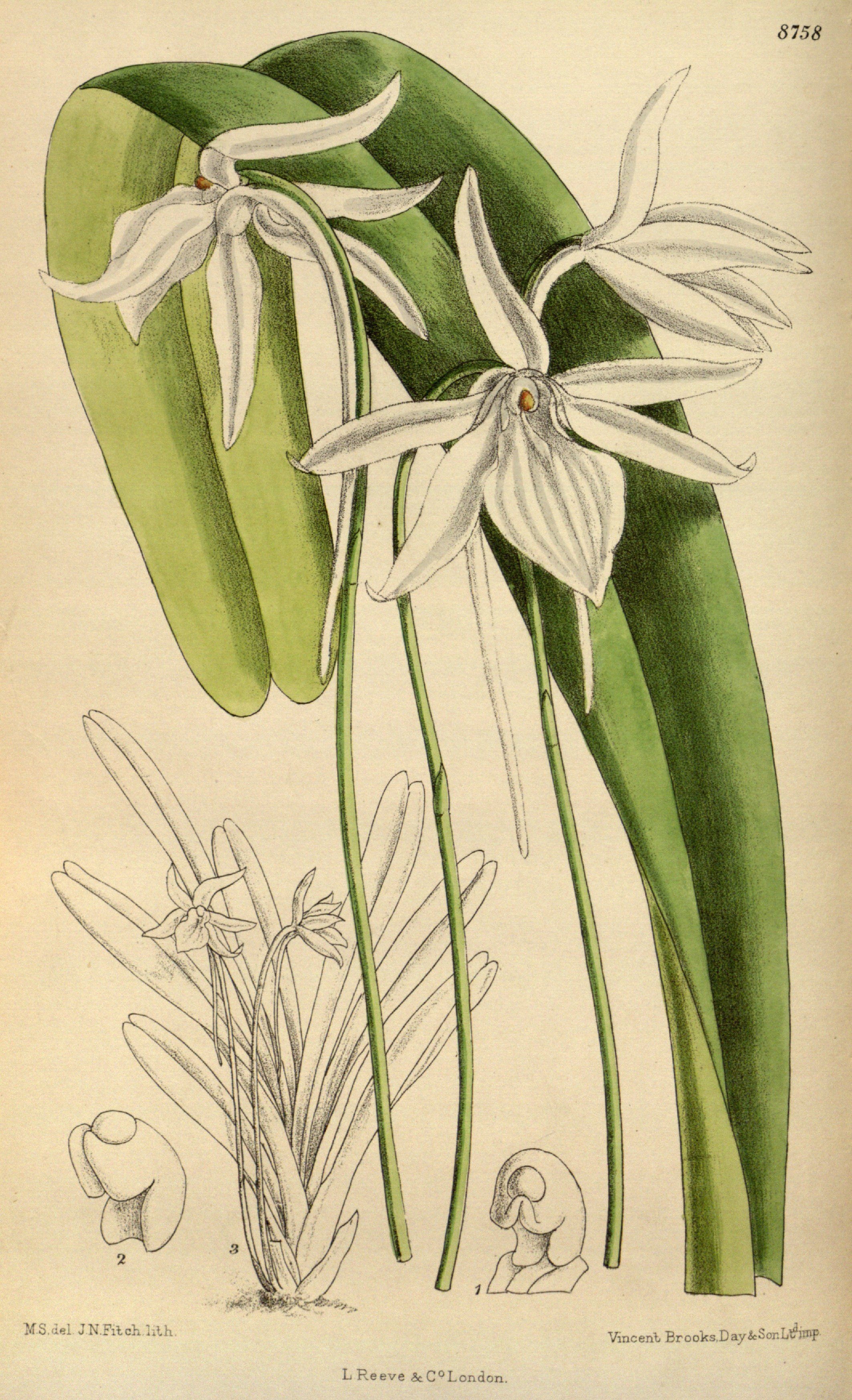
図版
J. sagittata

ジュメレア属 Jumellea はラン科植物の1属。アングレカム属 Angraecum に近縁で、単茎に細長い葉を持ち、白い花をつけるが、花弁が細長いのが特徴である。

## 特徴

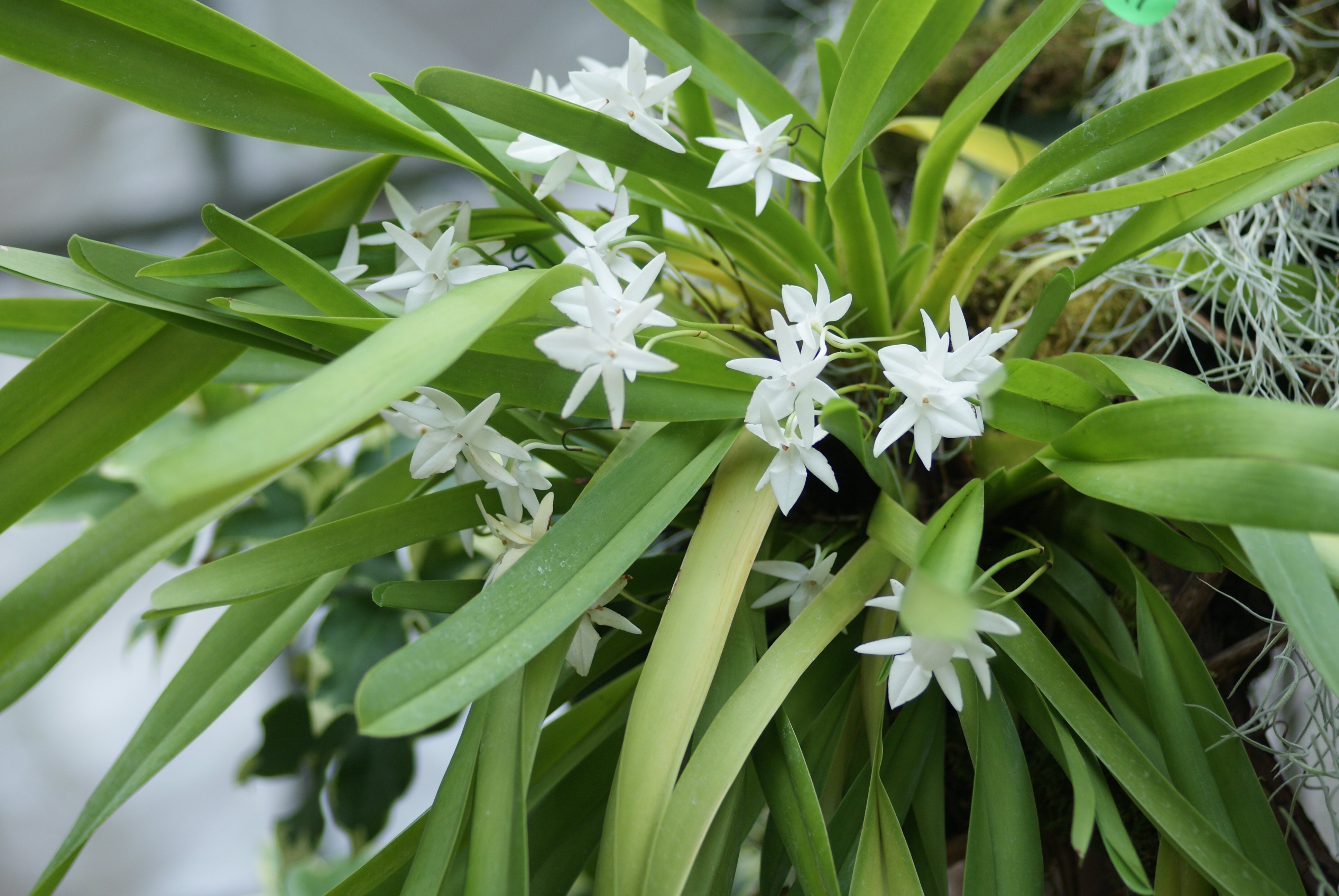
全草
J. sagittata

常緑の多年生草本で着生植物。茎は短く立つか、あるいは長く伸びて分枝する。いずれにせよ先端が無限成長する、いわゆる単茎のものである。葉は茎に二列性に生じ、普通は狭線形で細長く、革質で先端は小さく2つに裂け、左右不等となる。
花茎は細くて短いか、あるいはほとんどなく、そこから1または2の小花茎を出してその先端に1個ずつ花をつける。花は白くて弁はロウ質をしている。萼片と側花弁はいずれも幅が狭くて細長く、また反り返るので独特の花形となる。唇弁は、多くのものではほこ型をしており、縁は滑らかで、基部にある距は長いものが多い。花粉塊は2個。
学名はマダガスカルのランを調査したフランスの植物学者であるジュメル(H. Jumelle, 1866-1935)にちなんだものである。

## 分布と種
分布域の中心はマダガスカル島で、マスカリーンからコモロの島嶼にも分布があり、約50種が知られる。
多くは着生で樹上に生育するが、一部に岩の上に出るものがある。

## 分類
本属は元々はアングレカム属に含められていたもので、花の形に特長があるために区別されたものである。

### 代表的な種
- Jumellea
  - J. arborescens
  - J. fragrans
  - J. sagittata

## 利用
洋ランとして観賞用に栽培されるが、普及はさほどしていない。洋ランとしての略称はJum. である。栽培は比較的容易で、ほぼアングレカムに準ずる。